# كلود شابرول
كلود شابرول (بالفرنسية: Claude Chabrol)‏ مخرج سينمائي فرنسي، بدأ حياته مع الفن السابع ناقدا سينمائيا وشيئا فشيئا وصل إلى مرتبة جعلته أحد عرابي مدرسة «الموجة الجديدة» في تاريخ السينما الفرنسية. ومن عرابيها الآخرين فرانسوا تريفو وإيريك رومير وجان لوك غودار الذي يعد مهندس هذه المدرسة ومنظرها. ومن أشهر أعمال شابرول فيلم «امرأة خائنة» في العام 1968 و«لجزار» العام 1969 و«ليمت الوحش» العام 1969. ومن بين آخر أعمال شابرول فيلم «المفتش بيلامي» الذي عرض العام 2009 خلال مهرجان برلين السينمائي الدولي (برلينالي).

## مولده ونشأته
ولد شابرول في 24 يونيو/ حزيران 1930 في باريس، حيث كان والداه يمتلكان صيدلية، وكان والده صيدليا وكان يريد لولده أن يرث صيدليته. ولكن كلود رسب في كل الاختبارات التي كانت معدة لجعله يقتفي أثر مسار والده المهني. ولذلك قرر دراسة الأدب والقانون. وبدأ مشواره إذن مع السينما هاويا وناقدا ثم مخرجا.
حصل على شهادة الآداب من جامعة السوربون، وقضى وقتاً في مناقشة شئون السينما مع جودار وتروفو عندما كانا في مرحلة الشباب. وإبان الاحتلال النازي لفرنسا، هرب شابرول إلى قرية العائلة النائية، كروز. وبعد الحرب العالمية الثانية، عمل لفترة في مهن صغيرة، أهمها مسئولاً عن العلاقات العامة لـ «فوكس» - فرع فرنسا.

## مسيرته الفنيه
أول فيلم برز فيه اسم كلود شابرول كان عنوانه «سيرج الجميل» وٌقد أخرجه عام 1959 ولعب دور البطولة فيه الممثل الفرنسي الراحل جان كلود بريالي. وكان شابرول في بداية عهده بالإخراج السينمائي مولعا بالأفلام البوليسية وعوالم هيتشكوك التي تأثر بها إلى حد كبير. وشيئاً فشيئاً أصبح يهتم بالقضايا الاجتماعية والنفسية التي تتعلق بشريحة من المجتمع هي شريحة الفئة الوسطى التي تسكن في المدن الصغيرة والقرى والأرياف

## روابط خارجية
- كلود شابرول على موقع IMDb (الإنجليزية)
- كلود شابرول على موقع ميتاكريتيك (الإنجليزية)
- كلود شابرول على موقع الموسوعة البريطانية (الإنجليزية)
- كلود شابرول على موقع روتن توميتوز (الإنجليزية)
- كلود شابرول على موقع مونزينجر (الألمانية)
- كلود شابرول على موقع ألو سيني (الفرنسية)
- كلود شابرول على موقع تيرنر كلاسيك موفيز (الإنجليزية)
- كلود شابرول على موقع أول موفي (الإنجليزية)
- كلود شابرول على موقع قاعدة بيانات الأفلام السويدية (السويدية)
- كلود شابرول على موقع إن إن دي بي (الإنجليزية)